# St. Hubertus (likőr)
A St. Hubertus a Zwack Unicum Nyrt. egyik termékcsaládja, amelybe három növényi likőr tartozik. Az „eredeti” St. Hubertus 1901-ben jelent meg, amit 2004-ben egészített ki a St. Hubertus 33, majd a 2015-ben a St. Hubertus Erdei. A St. Hubertus likőrmárkát eredetileg a Braun Testvérek hozta létre a 20. század elején. Az „eredeti” változat korábbi, 40%-os alkoholtartalmát több lépcsőben 33%-ra csökkentették, a további két kiadást pedig a megjelenésüktől kezdve 33% alkoholfokkal palackozták.

## Gyártása
Titkos recept alapján készül. A St. Hubertus likőrök alapja finomszesz, a gyógynövénykivonatok- és a tölgyfahordós érlelés mind hozzájárulnak az ital jellegzetes ízéhez és szagához. Kizárólag természetes anyagokat tartalmaz.
Az 1901 óta ismert St. Hubertus recept továbbfejlesztett változata 33 gyógy – és fűszernövény kivonatolásával, mint narancs, narancsvirág és édesgyökér, melyet az ánizs lágy, enyhén keserű íze egészít ki. Ízéhez hozzájárul a kivonatok tölgyfahordós érlelése.
Az eredeti St. Hubertus édes ízének kiegyensúlyozásaként került bevezetésre az erdei bogyós Hubertus kissé savanykásabb, fanyarabb ízzel. Erdei bogyók és füvek kivonatolásával készül, mint a bodzavirág, a narancsvirág, a szeder és az izsópfű.

## Termékek
- St. Hubertus eredeti
- St. Hubertus 33 (2004 óta)
- St. Hubertus erdei (2015 óta)
- St. Hubertus 60
- St. Hubertus vérnarancs (2024 óta)

## Története

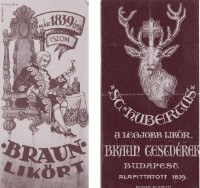
Régebbi likőrcímkék

Az első magyar likőrgyártó vállalkozások a 19. századtól kezdtek ismertté válni. Az első likőrgyárosok gyakran egyaránt foglalkoztak borkereskedéssel, szeszfőzéssel, illetve ecetgyártással. A legrégebbi hazai ecet- és likőrgyárat Braun Lajos alapította 1839-ben. A vállalkozás hamar ismertté vált és több hazai és külföldi kiállítások díját megnyerte, egyik korai oklevelüket Kossuth Lajos és gróf Batthyány Lajos is ellátta kézjegyével. Kezdetben a Braun likőr mellett már brandyt és rumot is készítettek. Braun halála után fiai vitték tovább a gyártást és „Braun Testvérek” néven a századfordulón 80-90 munkást foglalkoztattak üzemükben. Abban az időben egyre nagyobb versenyhelyzet alakult ki és az ismert márkák mellett (például a budapesti Dréher-féle Cabinet Brandy, az esztergomi Shrank Testvérek Meggy lelke likőrje, valamint a pécsi Geiger Kálmán által gyártott Mecseki itóka) mellett is ismertté vált a Hubertus.
Braun Géza ötlete alapján a budapesti kereskedelmi és iparkamaránál 1904. november 10-én kapta meg a védjegy besorolást 12009. sorszám alatt, kék alapon arany dombornyomásos, St. Hubertus felirattal. További termékeik voltak még a Braun brandy és Braun Cherry brandy. Az akkor már részvénytársasági formában működő vállalat a harmincas években érte el a legnagyobb bevételt, 6 millió pengő körüli forgalmat ért el. Az üzlet apáról fiúra szállt és a család tagjai soha nem szerepeltek a politika vagy a közélet színterén. A Braun Testvérek Rt.-t 1949-ben államosították, ami azt jelenti, hogy a termelés szünetelt és az üzem pedig leállt az 1956-os harcok során, hiszen a korábbi épületek is elpusztultak. A „pártállami Hubi” azonban nem, hiszen a Magyar Likőripari Vállalat, majd 1984-től a Budapesti Likőripari Vállalat (Buliv) készítette továbbra is.

## A rendszerváltás után
Az 1991-es privatizációja során gyártási engedélyét – akárcsak a Széchenyi lánchíd újjáépítésének tiszteletére 1949-ben gyártani kezdett Lánchíd brandyt – a Zwack Unicum Nyrt. szerezte meg. A St. Hubertus az ezredfordulón jelentős márkafejlesztésen ment keresztül, melynek során a korábbi, pártállamban ráruházott kommersz szerepnél feljebb pozícionálták.
Megjelenésében megmaradt a vadászok védőszentjére Szent Hubertuszra utaló szarvas fej, az agancsok közötti keresztmotívum és a kék-arany színvilág, az üveg azonban egyedibb lett. St. Hubertus 33 néven „a fiatalabb generációt megcélozva” jelent meg kesernyésebb változata, a St. Hubertus 33, aminek neve az ízesítéséhez felhasznált harmincháromféle gyógynövényről és 33%-os alkoholtartalmáról kapta, mert ez utóbbiban is különbözött az „eredeti” St. Hubertus akkori, 36%-os palackozásától. A címketerve a St. Hubertuséhoz hasonló, de sötétkék-ezüst színekben.

## Logó
A St. Hubertus logója Szent Hubertusz legendájára utal és egy szarvasfejet ábrázol, amelynek agancságai között egy fénylő kereszt látható.
Hubertus a legenda szerint szenvedélyes vadász volt, és egy nagypénteki vadászat alkalmával pompázatos szarvast pillantott meg, agancsai között fénylő kereszttel. Ennek hatására Hubertusz magába szállt és felhagyott a vadászattal.